# Тифис
Тифис в древногръцката митология е кормчията на кораба „Арго“, с който аргонавтите отплават към Колхида в търсене на златното руно. Според Аполодор умира смъртно ранен от диви прасета. Според друг източник умира внезапно от неизвестна болест в земите на мариандините по южното крайбрежие на Черно море.